# جيري سومرز
جيري سومرز (بالإنجليزية: Gerry Summers)‏، من مواليد 4 أكتوبر 1933، لاعب كرة قدم إنجليزي سابق، ومدرب كرة قدم إنجليزي سابق. لعب مع نادي ويست بروميتش ألبيون وشيفيلد يونايتد وهال سيتي ونادي والسال. درب أندية أوكسفورد يونايتد ونادي غيلينغهام وديربي كاونتي وليستر سيتي.